# Exploziv (material)
Un material exploziv (exploziv), sau o substanță explozivă este o substanță  (sau amestecuri de substanțe) aflată în stare metastabilă, capabilă să sufere sub acțiunea căldurii sau a unui factor mecanic, o transformare explozivă în urma căreia reacționează rapid, se descompune brusc și violent cu dezvoltare puternică de căldură, lumină și gaze, provocând o creștere mare a presiunii în mediul său ambiant. 

Simbol folosit în UE pentru a indica materiale explozive

## Istoric
- Istoria explozivilor începe undeva în anul 200 î.c. când în China este descoperită accidental pulberea neagră, ce avea să constituie pentru aproximativ 2000 de ani cel mai important material exploziv de uz civil și militar.
- Prima atestare documentară privind existența unei fabrici de pulbere neagră datează din anul 1040 în localitatea chineză Pein King.
- Între anii 1100 și 1200 începe în China fabricarea artificiilor.
- În secolul al XIII-lea, călugărul englez Roger Bacon realizează amestecuri pe bază de azotat de potasiu.
- Germanul Berthold Schwartz începe fabricarea pulberii negre și studiază proprietățile acesteia.
- Folosirea pulberii negre a continuat până la mijlocul secolului XIX, când chimiști germani și suedezi sintetizează deja primii explozivi, acidul picric și fulminatul de mercur.
- În anul 1846, profesorul italian Ascanio Sobrero sintetizează pentru prima dată nitroglicerina (trinitratul de glicerină).
- La mijlocul secolului XIX, inventatorul suedez Immanuel Nobel reia cercetările privind sinteza nitroglicerinei, începe să o producă și comercializeze, deschizând în 1863, împreună cu fiul său Alfred Nobel, prima fabrică de nitroglicerină.
- În anul 1864, Alfred Nobel inventează primul detonator pirotehnic.
- În anul 1867 încep să se producă primii explozivi brizanți.
- La începutul Primului Război Mondial, trinitrotoluenul (TNT) devine explozivul standard și rămâne practic până în zilele noastre cel mai important exploziv brizant de uz militar.

## Brizanța
Brizanța explozivilor reprezintă capacitatea explozivilor de a fragmenta, sfărâma sau distruge substanțe minerale, roci, construcții din beton sau din metal etc. Cu cât brizanța unui exploziv este mai mare cu atât gradul de sfărâmare este mai mare. Brizanța explozivilor depinde de anumiți factori cum ar fi energia potențială a explozivilor datorată presiunii gazelor de explozie, viteza de detonație, densitatea explozivilor și durata transformării explozive.

## Detonația
Detonația este forma de transformare prin care ia naștere randamentul maxim al unei substanțe explozive cu o ardere completă a produșilor rezultați și prin care se degajă cantitatea maximă de căldură și minimă de gaze toxice.

## Explozia
Explozia reprezintă un fenomen chimic de descompunere rapidă a unui mediu exploziv care este instabil termodinamic, în cursul căreia energia interioară este transferată la exterior având loc un lucru mecanic care dislocuiește mediul exterior.

Explozia este un fenomen special de transformare chimică care poate lua forma detonației (explozii detonante) sau a deflagrației (explozii deflagrante), în funcție de viteza de propagare care poate fi de câteva mii de metri pe secundă, respectiv de câteva zeci de metri pe secundă.

## Deflagrația
Deflagrația reprezintă forma de transformare chimică a unor substanțe explozive cu reacție ce se propagă cu o viteză de la câțiva centimetri până la câțiva zeci de metri pe secundă. Deflagrația este specifică pulberilor omogene, neomogene și compozite. Procesul de deflagrație se caracterizează printr-o creștere rapidă și continuă a presiunii gazelor, cu formarea unui lucru mecanic de dislocare sau aruncare, în sensul rezistenței minime. Deflagrația este declanșată printr-un impuls de natură termică (scânteie, flacără).

## Puterea explozivilor
Materialele explozive se clasifică din punct de vedere al efectului pe care-l pot avea asupra mediului  în explozivi de mare, medie și mică putere, precum și explozivii slabi.

### Explozivi de mare putere
Explozivii de mare putere sunt explozivi pe bază de nitroglicerină sau nitroglicol (cu conținut de peste 6%), pentrită, hexogen, octogen și amestecuri ale acestora, explozivi plastici, elastici și fitile detonante. Ei sunt întrebuințați numai în stare pură sau în amestec cu alte substanțe pentru fabricarea mijloacelor de amorsare (capse de aprindere și capse detonante), precum și pentru declanșarea unei forme de descompunere a explozivilor ca detonație, explozie, deflagrație, ardere. Explozivii de mare putere sunt folosiți de obicei în minerit, demolări și activități militare. Suflul detonării atinge viteze între 1.000 și 9.000 m/s. În această categorie mai sunt incluși fulminații de mercur, de argint, de cadmiu și de cupru, azida de plumb, precum și nitrurile de mercur și argint.

### Explozivi de putere medie
Din categoria explozivilor de medie putere fac parte trotilul (trinitrotoluenul – TNT), tetrilul și ceilalți explozivi nitroaromatici, precum și cei pe bază de azotat de amoniu (Amatol și Torpex) cu mai puțin de 6% nitroglicerină sau nitroglicol, explozivi pe bază de clorați și perclorați, gelurile explozive, amestecurile explozive simple de tip AMAL, emulsiile explozive și dinamita RA. Acești explozivi se caracterizează printr-o sensibilitate mică la impulsuri mecanice, termice sau acustice, dar printr-o mare sensibilitate la activarea undei detonante. Acești explozivi realizează puntea de legătură între explozivii de amorsare primară și încărcăturile de explozivi cu sensibilitate mai mică. De aceea, acești explozivi se mai numesc și explozivi intermediari. Datorită proprietăților termoexplozive, aceștia sunt întrebuințați la fabricarea capselor detonante, a fitilelor detonante sau a detonatorilor.

### Explozivi de mică putere
Explozivii de mică putere mai sunt denumiți și explozivi neomogeni. Din această categorie fac parte amestecurile explozive simple de tip nitramon (AM-1) și nitromonit, pulberile negre cu fum și similare, amestecurile explozive cu peste 30% materii inhibitoare (clorură de sodiu, clorură de amoniu etc.), explozivii antigrizutoși, capsele detonante de orice tip, releele întârzietoare și sistemele de inițiere neelectrică. Explozivii neomogeni au sensibilitate mică față de acțiunile exterioare.

### Explozivi slabi
Explozivii slabi sunt pulberile coloidale fără fum, pe bază de nitroceluloză, de nitroglicerină și amestecuri de nitroglicerină cu nitroglicoli, amestecurile incendiare, fitilele de amorsare Bickford și pulberile eterogene.

Explozivii slabi sunt explozivi a căror formă de transformare explozivă este deflagrația declanșată prin intermediul unui impuls de natură termică (flacără, scânteie). Principala caracteristică a acestor explozivi o constituie viteza mică a procesului de transformare explozivă. Din acest motiv, acești explozivi sunt întrebuințați la executarea lucrărilor de dislocare a rocilor în bucăți mari. Pulberile eterogene sunt întrebuințate la fabricarea mijloacelor de amorsare ca fitilul Bickford, capsele de aprindere și capsele detonante.

## Tipuri de explozivi
În funcție de utilizarea pe care o au, explozivii pot fi de mai multe tipuri și anume: explozivi militari, explozivi industriali și explozivi plastici.

### Explozivi militari
Explozivii militari sunt utilizați în special în aplicații militare, însă își găsesc aplicare pe scară tot mai largă și ca explozivi industriali. Explozivii militari pot fi: trinitrotoluenul, hexogenul și octogenul.

#### Trinitrotoluen
Trinitrotoluenul este denumit TNT, iar în stare pură este sub formă de pulbere cristalină, are culoare galbenă și gust amărui. Acesta se obține prin cristalizare din toluen sau alcool. În amestec cu alți explozivi de amorsare secundară, este folosit la fabricarea fitilului detonant și a încărcăturilor de inițiere – detonatorilor. TNT-ul este insolubil în apă rece.

#### Hexogen și octogen
Hexogenul (RDX) și octogenul (HMX) sunt substanțe explozive de amorsare secundară cu cristale ortorombice de culoare albă, fără miros și fără gust și sunt insolubile în apă. Ele sunt substanțe explozive foarte sensibile la acțiuni mecanice.

Hexogenul este fabricat din acid azotic, hexametilente-tramină și azotat de amoniu sau prin alte reacții chimice împreună cu azotat de amoniu.
El se folosește la fabricarea capselor detonante, încărcăturilor de inițiere TH-400, detonatorilor, încărcăturilor de inițiere secundară și fitilurilor detonante.

### Explozivi industriali
Explozivii industriali sunt utilizați pe scară mai largă în industrie. Cei mai importanți sunt nitroglicerina, dinamita, azotatul de amoniu, astralita, pentrilul, nitrații de celuloză și gelurile explozive.

#### Nitroglicerină
Nitroglicerina sau nitratul de glicerină este un exploziv care, în stare pură, se află sub forma unui lichid uleios transparent, incolor, cu miros caracteristic, fiind un exploziv de amorsare primară.
Produsul tehnic are o culoare galbenă până la galben-brun, se solidifică la 80°C și se topește la 110°C. Nitratul de glicerină este foarte sensibil la acțiuni mecanice (șocuri, frecări, lovituri, mișcări bruște). Nitratul de glicerină nu este întrebuințat singur ca exploziv, intrând în compozițiile de fabricare a multor explozivi împreună cu azotatul de amoniu, nitrații de celuloză, TNT-ul etc.

#### Dinamita
Dinamita se prezintă sub formă de pastă omogenă de culoare galben-roșcată. 

#### Azotat de amoniu
Azotatul de amoniu se prezintă sub forma unor cristale rombice, cu gust amărui și este foarte solubil în apă. Nu este toxic și este puțin sensibil la acțiuni mecanice exterioare. Azotatul de amoniu nu se amorsează cu capse detonante ci cu un impuls mai puternic produs de încărcături secundare, detonatori și încărcături de inițiere (100...300 g TNT). Este întrebuințat în amestec cu alți explozivi de amorsare secundară cum ar fi: nitrat de glicerină, nitroglicol, dinitrotoluen, TNT, pentrit, hexogen etc. Astfel, în amestec cu TNT poartă numele de Amatol, iar în amestec cu aluminiu, TNT și alți explozivi se numește Torpex.

#### Astralita
Astralita este un exploziv de amorsare primară și se prezintă sub formă de pulbere de culoare cenușie. Astralita își păstrează capacitățile explozive la temperaturi cuprinse între -100°C și +250°C. Astralita se fabrică prin amestecarea unor explozivi ca: azotat de amoniu, TNT, nitrat de celuloză și nitrat de glicerină.

Astralita se livrează sub formă de cartușe, formate din amestecul pulvurent, ambalat în hârtie parafinată și având un diametru de 30 mm și o greutate de 100 g.

#### Pentrit
Pentritul sau PENT este o substanță explozivă cristalină de culoare albă, insolubilă în apă. Pentritul este unul dintre explozivii de amorsare primară cu cea mai mare sensibilitate la acțiuni mecanice (frecare, lovire, strivire) și foarte sensibil la detonație. Se întrebuințează la fabricarea capselor detonante, inclusiv cele cu micro-întârzietoare (milisecund), a detonatorilor, a fitilurilor și a cordoanelor detonante. În amestec cu alți explozivi de amorsare secundară se întrebuințează la confecționarea încărcăturilor de inițiere TP-400.

#### Nitrați de celuloză
Nitrații de celuloză sau nitroceluloza, sunt explozivi de amorsare primară și sunt obținuți prin nitrarea celulozei, având o structură fibroasă de culoare albă sau slab gălbuie. Brizanța nitraților de celuloză este asemănătoare TNT-ului, crescând proporțional cu conținutul în azot. Nitrații de celuloză în stare uscată sunt foarte sensibili la acțiuni mecanice (șocuri, frecări, percuții), precum și la aprindere prin scânteie și amorsare cu ajutorul capselor detonante. Nitrații de celuloză sunt întrebuințați ca elemente principale la fabricarea diferiților explozivi industriali cum ar fi: geluri, dinamită RA, explozivi plastici, pulberi omogene etc.

#### Geluri explozive
Gelurile explozive se prezintă sub forma de șlamuri, mâluri sau geluri explozive, constituite dintr-o soluție de azotat de amoniu, azotat de sodiu și azotat de potasiu, la care se poate adăuga praf de aluminiu și TNT.

Gelurile explozive se caracterizează prin sensibilitate redusă față de șocuri, frecări și impulsuri termice, prin siguranță a sistemului de amorsare și prin rezistență mare la apă. 

Pentru declanșarea procesului de descompunere, este necesar un impuls puternic ca cel produs de un alt exploziv. În acest scop, sunt folosite încărcături intermediare de inițiere (detonatori) tip TP-400 sau TH-400. 

### Explozivi plastici
După gradul de siguranță, explozivii plastici se împart în:
- explozivi plastici obișnuiți care au ca elemente constitutive amestec de explozivi lichizi, nitrat de celuloză, azotat de amoniu, dinitrotoluen, TNT;
- explozivi plastici antigrizutoși care au ca elemente constitutive amestec de explozivi lichizi, nitrat de celuloză, azotat de amoniu, clorură de sodiu.
- pulberi omogene

#### Pulberi omogene
Pulberile omogene sunt compoziții omogene a căror bază o formează nitrații de celuloză împreună cu alți explozivi lichizi (nitrat de glicerină, nitroglicol, nitrodiglicol) precum și alte substanțe și pot fi aduse în stare plastică.

În funcție de destinația pe care o au, elementele pulberilor omogene se prezintă sub diferite forme geometrice a căror suprafață laterală poate fi mai mică sau mai mare. Fiind plastice, în timpul procesului de fabricație, pulberilor omogene li se pot da forme variate. 

Pulberile omogene pot fi clasificate după cum urmează:
- pulberi cu suprafață de ardere constantă, care prezintă diferite forme geometrice cum ar fi: lamele, benzi, granule sferice, cilindrice sau prismatice, blocuri cu unul sau mai multe canale;
- pulberi progresive, care au suprafața de ardere mai mare decât suprafața inițială, având forme de blocuri cilindrice prevăzute cu un canal central în formă de stea;
- pulberi regresive, care în timpul arderii își micșorează suprafața, procesul de descompunere având loc din exterior spre interior sau din interior spre exterior.

Pulberile omogene au o bună rezistență mecanică, sunt elastice și flexibile cu un grad mai mare sau mai mic de transparență. Elementele lor, care au forme diferite, prezintă de asemenea și culori diferite: galben deschis, galben închis, verde cenușiu, brun, albastru închis, negru.

## Mijloace de amorsare a încărcăturilor explozive
Substanțele explozive folosite în domeniul lucrărilor industriale, cu excepția pulberilor, au o sensibilitate mică față de impulsurile inițiale simple. Ele nu fac explozie sub influența unei flăcări sau a unei incandescențe a unei rezistențe electrice. Pentru declanșarea proceselor chimice de descompunere a acestor substanțe, trebuie să se folosească mijloace special concepute și realizate.
În funcție de principiul de funcționare, mijloacele de amorsare a încărcăturilor explozive pot fi: 
- mijloace pirotehnice
- mijloace electrice
- completul NONEL
- releele pirotehnice NONEL.

### Mijloace pirotehnice de amorsare
Mijloacele pirotehnice de amorsare sunt acele dispozitive care funcționează sub influența unor impulsuri inițiale simple cum ar fi flacără, frecare, percuție sau undă detonantă. Aceste dispozitive pot fi fitilul de amorsare Bickford, fitilul detonant și capsele detonante pirotehnice.

#### Fitilul de amorsare Bickford
Fitilul de amorsare se mai numește și Bickford după numele ofițerului naval care l-a inventat.

Fitilul de amorsare Bickford este întrebuințat pentru aprinderea pulberii negre și amorsarea capselor detonante pirotehnice. 

Fitilul de amorsare se fabrică în patru tipuri. El este format dintr-un miez continuu de pulbere neagră specială prin centrul căruia trece un fir de bumbac și dintr-un înveliș din fire textile dispuse în spirală. Pentru etanșeitate, unul sau mai multe dintre straturile învelișului sunt impregnate cu bitum sau se acoperă cu un strat de cauciuc.

#### Fitilul detonant
Fitilul detonant are rolul de a declanșa explozia simultană, sau la intervale de zeci de milisecunde, a mai multor încărcături explozive situate la distanțe diferite.

Fitilul detonant prezintă avantajul amorsării sigure a unui număr nelimitat de încărcături și asigură explozia instantanee a întregului dispozitiv. Este format dintr-un miez de exploziv de amorsare primară sau secundară, prin centrul căruia trece un fir director din bumbac. Miezul fitilului detonant este acoperit cu o împletitură triplă din bumbac sau in, înfășurată în sens invers. 

Fitilul detonant are diametrul de 5,5...6 mm și o viteză de detonație de 5000...7000 m/s.

#### Capsele detonante
Capsele detonante pirotehnice sunt întrebuințate pentru amorsarea încărcăturilor de explozivi.

Capsele detonante sunt dispozitive alcătuite dintr-un tub cilindric metalic în interiorul căruia se află o încărcătură din substanțe explozive foarte sensibile la acțiunea unor impulsuri inițiale simple. Tuburile metalice sunt fabricate din cupru, aluminiu, alamă sau, mai rar, din tablă de oțel. Încărcătura explozivă a capselor detonante este formată dintr-un exploziv de inițiere secundară (tetril, trotil) și/sau dintr-un exploziv de inițiere primară (fulminat de mercur, azidă de plumb, sau pentrit).
După numărul substanțelor explozive ce formează încărcătura explozivă, capsele detonante pot fi:
- capse simple, care conțin ca încărcătură un exploziv de inițiere alcătuit dintr-o singură substanță sau dintr-un amestec de substanțe explozive;
- capse combinate, care conțin mai mulți explozivi de inițiere dispuși în straturi distincte.

Din punct de vedere al utilizării, capsele detonante pot fi: 
- capse detonante pirotehnice
- capse detonante electrice.

Amorsarea lor se face cu ajutorul fitilului de amorsare Bickford sau a fitilului detonant. 

Capsele detonante pirotehnice pot fi: cu încărcătură normală, tip CM și cu încărcătură mărită, tip CA.

### Mijloace electrice de amorsare
Mijloacele electrice de amorsare sunt acele dispozitive care funcționează sub influența acțiunii curentului electric (scânteie, incandescența unui filament). Aceste dispozitive sunt: aprinzătorul electric, capsele electrice tip CEM, CEA, CEP, CEF, capsele milisecund și explozorul.
Procedeul de inițiere pe cale electrică prezintă unele avantaje față de procedeul pirotehnic și anume: prezintă garanția totală că explozia se va produce la momentul dorit, declanșarea exploziei se realizează instantaneu dintr-un singur loc, permite declanșarea de la o distanță care să asigure protecție completă a operatorului.
Procedeul electric utilizează o sursă de curent electric, capse electrice, explozoare, conductoare și aparate electrice de măsură și control. Acesta este un procedeu mai costisitor decât procedeul pirotehnic.

#### Aprinzătorul electric
Aprinzătorul electric este dispozitivul cu care se transformă energia electrică în energie termică provocând aprinderea unor substanțe ușor inflamabile. Acesta se mai numește și dispozitiv de aprindere electrică instantanee.

#### Capsele detonante electrice
Capsele detonante electrice constituie o combinație între aprinzătorul electric și capsa detonantă pirotehnică tip CM sau tip CA. Capsele detonante electrice pot fi: 
- tip CEM, cu încărcătură normală
- tip CEA, cu încărcătură mărită
- tip CEP, cu întârzietor înglobat în tubul metalic
- tip CEF, cu întârzietor din fitil de amorsare Bickford
- tip milisecund.

#### Explozorul
Explozorul este un aparat dinamo-electric care produce curent electric, prin învârtirea unui dinam montat într-o cutie din metal ușor (alamă, aluminiu). Rotorul dinamului este pus în mișcare fie cu cheie, fie printr-un arc, iar legarea conductorului electric la explozor se face prin două borne. Explozoarele sunt prevăzute cu un contact care permite să treacă curentul electric numai la intensitatea de curent necesară aprinderii capselor detonante electrice.

#### Completul Nonel
Datirită numeroaselor riscuri prezente la mânuirea și utilizarea încărcăturilor explozive (sarcini electrice datorate acumulărilor de electricitate statică, undelor electromagnetice generate de stații de radio-emisie, radio-locație etc., curenților vagabonzi generați de rețelele electrice de joasă și înaltă tensiune și electricității atmosferice, acțiunile exterioare de natură mecanică sau termică), a fost necesară introducerea unui sistem de amorsare fără explozivii de amorsare primară. 
Firma suedeză Dyno Nobel a fost prima care a realizat sisteme de detonație fără explozivi de amorsare primară, prin conceperea unui sistem de amorsare neelectric numit completul NONEL (NON-ELECTRIC), destinat declanșării detonației încărcăturilor explozive.
Completul NONEL este alcătuit din: 
- tubul detonant NONEL
- capsele detonante milisecund tip NONEL
- distribuitoarele detonante NONEL
- dispozitivul NONEL pentru declanșarea detonației.

## Legislația privind regimul explozivilor
În România, regimul materiilor explozive, este reglementat prin Legea nr. 126/1995, iar prin HG nr. 95/2011 sunt aprobate Normele tehnice privind deținerea, prepararea, experimentarea, distrugerea, transportul, depozitarea, mânuirea și fabricarea materiilor explozive utilizate în orice alte operațiuni specifice, în activitățile deținătorilor, precum și autorizarea artificierilor și a pirotehniștilor.